# Rhytura sculpturata
Rhytura sculpturata är en stekelart som beskrevs av Jonaitis 1984. Rhytura sculpturata ingår i släktet Rhytura och familjen brokparasitsteklar. Inga underarter finns listade i Catalogue of Life.